# Gold (álbum de Kiss)
Gold es un álbum de la banda de Hard rock estadounidense Kiss, Lanzado en el 2005.

## Lista de canciones
Disco 1:
1. "Strutter"
  - Kiss
2. "Nothin' To Lose"
  - Kiss
3. "Firehouse"
  - Kiss
4. "Deuce"
  - Kiss
5. "Black Diamond"
  - Kiss
6. "Got To Choose"
  - Hotter Than Hell
7. "Parasite"
  - Hotter Than Hell
8. "Hotter Than Hell"
  - Hotter Than Hell
9. "C'mon And Love Me"
  - Dressed to Kill
10. "She"
  - Dressed to Kill
11. "Anything For My Baby"
  - Dressed to Kill
12. "Rock Bottom (Live)"
  - Alive!
13. "Cold Gin (Live)"
  - Alive!
14. "Rock And Roll All Nite" (Live)
  - Alive!
15. "Let Me Go, Rock 'N Roll (Live)"
  - Alive!
16. "Detroit Rock City"
  - Destroyer
17. "King Of The Night Time World"
  - Destroyer
18. "Shout It Out Loud"
  - Destroyer
19. "Beth"
  - Destroyer
20. "Do You Love Me?"
  - Destroyer

Disco 2:
1. "I Want You"
  - Rock and Roll Over
2. "Calling Dr. Love"
  - Rock and Roll Over
3. "Hard Luck Woman"
  - Rock and Roll Over
4. "I Stole Your Love"
  - Love Gun
5. "Love Gun"
  - Love Gun
6. "Christine Sixteen"
  - Love Gun
7. "Shock Me"
  - Love Gun
8. "Makin' Love (Live)"
  - Alive II
9. "God of Thunder (Live)"
  - Alive II
10. "Tonight You Belong To Me"
  - Paul Stanley
11. "New York Groove"
  - Ace Frehley
12. "Radioactive (Single Edit)"
  - Gene Simmons
13. "Don't You Let Me Down"
  - Peter Criss
14. "I Was Made For Lovin' You"
  - Dynasty
15. "Sure Know Something"
  - Dynasty
16. "Shandi"
  - Unmasked
17. "Talk To Me"
  - Unmasked
18. "A World Without Heroes"
  - Music from The Elder
19. "Nowhere To Run"
  - Killers
20. "I'm A Legend Tonight"
  - Killers

- Datos: Q1766864